# Feniks Opoczno
LKS Feniks Opoczno – wielosekcyjny klub sportowy powstały 10 września 2015 roku z siedzibą w Opocznie. Klub posiada kilka sekcji, z których najbardziej znaną jest sekcja piłki nożnej plażowej. Ludowy Klub Sportowy Feniks Opoczno współorganizuje najbardziej znany w rejonie opoczyńskim Orlikowy Turniej Piłki Nożnej Opoka Opoczno Cup.

## Zarząd
Zarząd klubowy:
- Prezes zarządu – Grzegorz Brzeski
- Wiceprezesi zarządu – Arkadiusz Lipiec, Marcin Tokarski
- Skarbnik – Piotr Jesionek
- Sekretarz – Damian Tokarski
- Członkowie zarządu – Daniel Kotfin, Konrad Indrychowski, Grzegorz Stępień, Tomasz Poddębniak, Łukasz Podgórski, Adam Stańczyk
- Przewodniczący komisji rewizyjnej – Łukasz Knapik
- Wiceprzewodniczący komisji rewizyjnej – Jakub Biernacki
- Sekretarz komisji rewizyjnej – Katarzyna Stańczyk
- Członkowie komisji rewizyjnej – Przemysław Bogusławski, Łukasz Kapusta, Michał Tokarski, Bartłomiej Migdalski, Tomasz Zaborowski, Marcin Siudziński

## Sekcje

### Piłka nożna plażowa
W oficjalnych rozgrywkach klub zadebiutował w I lidze 2016. Klub dodatkowo organizuje turnieje beach soccera dla dzieci.

#### Udział w rozgrywkach
| Sezon | Rozgrywki ligowe | Rozgrywki ligowe          | Rozgrywki ligowe | Puchar Polski    | Uwagi |
| Sezon | Liga             | Liga                      | Miejsce          | Puchar Polski    | Uwagi |
| ----- | ---------------- | ------------------------- | ---------------- | ---------------- | ----- |
| 2016  | II               | I liga (grupa południowa) | 9/9              | nie przystępował |       |
| 2017  | II               | I liga (grupa południowa) | 4/4              | nie przystępował |       |

#### Kadra
Sezon 2016:
| Nr | Poz. | Piłkarz                      |
| -- | ---- | ---------------------------- |
| 3  | PO   | Waldemar Wołąkiewicz         |
| 4  | PO   | Piotr Bętkowski              |
| 5  | PO   | Wiesław Woźniak              |
| 6  | PO   | Adam Stańczyk                |
| 7  | PO   | Łukasz Knapik                |
| 9  | PO   | Bartłomiej Kopera            |
| 10 | PO   | Rafał Staniszewski (kapitan) |

| Nr | Poz. | Piłkarz          |
| -- | ---- | ---------------- |
| 11 | PO   | Michał Stępień   |
| 15 | PO   | Dominik Sroka    |
| 13 | PO   | Michał Raczyński |
| 16 | PO   | Łukasz Dróżdż    |
| 22 | BR   | Grzegorz Brzeski |
| 33 | BR   | Szymon Rogulski  |
| 90 | BR   | Marcin Foryś     |

### Piłka nożna halowa
Zespół bierze udział także w nieoficjalnych rozgrywkach futsalu. Do najważniejszych osiągnięć można zaliczyć: pierwsze miejsce w Mistrzostwach Ludowych Zespołów Sportowych Gminy Opoczno czy trzecie miejsce w Mistrzostwach Powiatu Opoczyńskiego w 2016 roku.

### Siatkonoga
W dniach 19–20 grudnia 2015 roku w Hali Energia w Bełchatowie odbyły się IX Mistrzostwa Polski w siatkonodze w których wystąpiły dwa zespoły z Opoczna. W żadnym z meczów na mistrzowskich zawodach drużyny z Opoczna nie wygrały. Klub dodatkowo organizuje turnieje siatkonogi.

#### Kadra
IX Mistrzostwa Polski w siatkonodze rok 2016:
| Nr zespołu | Skład drużyn LKS Feniks Opoczno                    |
| ---------- | -------------------------------------------------- |
| 1.         | Grzegorz Brzeski, Piotr Jesionek, Marcin Mastalerz |
| 2.         | Daniel Kotfin, Piotr Marszałek                     |

### Biegi lekkoatletyczne
W klubie funkcjonuje sekcja biegaczy, którzy startują w największych imprezach biegowych w Polsce w większości na długie dystanse.
Zawodnicy starowali między innymi w takich zawodach jak:
- 33. PKO Maraton Wrocławski,
- 37. PZU Maraton Warszawski,
- 16. PKO Poznań Maraton,
- IV Kielecka Dycha,
- IX Ogólnopolski Ekologiczny Bieg Do Gorących Źródeł w Uniejowie na 10 km,
- I Bieg po zdrowie w Niewiadowie na 10 km,
- VI Półmaraton Szakala dookoła Lasu Łagiewnickiego w Łodzi,
- VIII Bieg Niepodległości w Kielcach na 10 km,
- Grand Prix City Trail 2015/2016 w Łodzi,
- 19. Bełchatowska Piętnastka,
- 3. Mikołajkowy Bieg w Bielsku-Białej,
- XIII Półmaraton Świętych Mikołajów w Toruniu,
- IV Bieg Sylwestrowy z Termami w Mszczonowie,
- 31. Uliczny Bieg Sylwestrowy w Trzebnicy na 10 km,
- 24. Bieg Sylwestrowy w Idzikowicach,
- 36. Półmaraton Wiązowski,
- Bieg Górski RMD Winter Run,
- Bieg Pamięci Żołnierzy Wyklętych w Paradyżu,
- VI Bieg Na Szczyt Rondo 1 / Towerrunning European Championships 2016 Mistrzostwa Europy w biegu po schodach,
- I PZU Gdynia Półmaraton,
- 13. Półmaraton Marzanny w Krakowie,
- VI Pabianicki Półmaraton,
- XXXIII Bieg Szpęgawski w Starogardzie Gdańskim,
- 43. Maratonie Dębno,
- 8 Bieg Częstochowski na 10 km,
- DOZ Maraton Łódź 2016,
- Orlen Warsaw Marathon,
- 2. sieBIEGA Półmaraton Kielecki,
- 15. PZU Cracovia Maraton,
- Mistrzostwa Polski w biegu po schodach Sky Tower we Wrocławiu,
- Otwarte Mistrzostwa Gminy Rusinów w biegach w Nieznamirowicach,
- II Bieg po zdrowie w Niewiadowie na 10 km,
- 14. Bieg ulicą Piotrkowską w Łodzi na 10 km,
- IV edycja biegu „Piaseczyńska Piątka” na 5km w Piasecznie,
- VIII Ogólnopolski Supermaraton w Ozorowie – na 25 km,
- II Nocny Piotrkowski Półmaraton Wielu Kultur,
- VIII Półmaraton Ziemi Puckiej.

Największymi sukcesami z biegaczy LKS Feniks Opoczno może pochwalić się Szymon Wiktorowicz. Biegacz był uczestnikiem ostatnich Mistrzostw Świata w Biegach Górskich jakie odbyły się w północnej Walii w 2015 roku oraz Mistrzostw Europy w Biegach Górskich we Francji w 2014 roku.

#### Kadra biegaczy
Klub Feniks Opoczno reprezentują: Marcin Tokarski, Tomasz Poddębniak, Damian Tokarski, Łukasz Knapik, Grzegorz Stępień, Łukasz Kapusta, Marcin Mastalerz, Szymon Rogulski, Katarzyna Matysiak, Szymon Wiktorowicz, Ewa Knapik, Krzysztof Białas, Jacek Janiszewski, Piotr Jesionek, Rafał Kałuża, Katarzyna Stańczyk, Krzysztof Stępień, Grzegorz Brzeski.

### Kolarstwo
W klubie funkcjonuje również sekcja kolarska składająca się seniorskich zawodników biorących udział w wyścigach szosowych oraz MTB. Osoby tworzące sekcję kolarską Masters przy klubie Feniks Opoczno to między innymi byli zawodnicy LKS Opocznianka. Zawodnicy starowali między innymi w takich zawodach jak:.
- Puchar Mazowsza Kross Country 2016 – G. Kamieńsk,
- Mistrzostwa Polski Masters w jeździe na czas TT Zduńska Wola,
- Maraton MTB w Odrzywole 2016,
- XXIX Międzynarodowy Wyścig Kolarski Ślężański Mnich w Sobótce,
- III Zimowy Maraton MTB „Śladami Hubala” w Osadzie Ceteń,
- Maraton w Gielniowie w ramach Mistrzostw Polski MTB 2016,
- Kross Road 2016 w Tuszynie.

#### Kadra kolarzy
Klub Feniks Opoczno reprezentują: Arkadiusz Dujka, Sylwester Ksyta, Jacek Michałowski, Paweł Brzeziński, Grzegorz Lachowski, Janusz Białecki, Jan Kłosek, Marek Sokół, Dariusz Leśniewski, Robert Szulc, Mirosław Pidanty, Zdzisław Juźwik, Andrzej Wędzikowski, Marek Madej, Krzysztof Snochowski, Jerzy Adamski oraz Mariusz Kubiś.

## Sukcesy drużynowe
Mistrzostwa Gminy Opoczno w Halową Piłkę Nożną LZS:
- Mistrzostwo: 2016

Mistrzostwa Powiatu Opoczyńskiego w Halową Piłkę Nożną LZS:
- Drugi Wicemistrz: 2016

Opoczyńska Liga w Halową Piłkę Nożną:
- Wicemistrz II ligi: 2015/16

Towarzyskie turnieje w Piłce Nożnej Plażowej:
- Drugi Wicemistrz Turniej Piłki Nożnej Plażowej w Nieznamierowicach: 2016

Towarzyskie turnieje w Siatkonogę:
- Turniej Siatkonogi – Feniksówka w Gielniowie: 2016

Towarzyskie turnieje w Piłce Nożnej Plażowej najmłodszych:
- Drugi Wicemistrz w Turnieju Opoczno Beach Soccer Cup (kat. 2002–2005): 2016
- Drugi Wicemistrz w Turnieju Opoczno Beach Soccer Cup (kat. 2006–2009): 2016